# Тарасенко Галина Сергіївна
Тарасенко Галина Сергіївна (нар.13 червня 1955 р. у Вінниці, Україна) — українська вчена,доктор педагогічних наук (1996), професор (2001), професор кафедри екології, природничих і математичних наук Вінницької академії безперервної освіти, академік Національної академії наук вищої освіти України.

## Життєпис
Закінчила Вінницький державний педагогічний інститут ім. М.Островського (нині – Вінницький державний педагогічний університет імені Михайла Коцюбинського) й отримала художньо-педагогічну освіту (1978). Пізніше здобула фах практичного психолога (2004). Закінчила магістратуру з екології (2021). 
Навчалася в аспірантурі (1982-1985) та докторантурі (1991-1994) Українського науково-дослідного інституту педагогіки. Захистила кандидатську (1985) і докторську (1996) дисертації в контексті проблем взаємозв'язку естетичної та екологічної освіти. Наукове становлення відбулося у наукових школах  доктора педагогічних наук Миропольської Н. Є., академіка Гончаренка С. У.  З 1996 по 2017 рік очолювала кафедру педагогіки і методики початкового навчання (згодом було перейменовано на кафедру дошкільної та початкової освіти) ВДПУ ім. М.Коцюбинського. Започаткувала при кафедрі магістратуру («Початкова освіта»), а також відкрила спеціальність «Дошкільна освіта» (бакалаврська і магістерська підготовка). Плідно організовувала роботу кафедри, яка за науковими показниками протягом двох десятиліть була однією з кращих кафедр університету. Налагодила міцні наукові зв'язки з освітянами Польщі, Білорусії, Литви, Киргизстану, Румунії. Були укладені численні угоди про співробітництво із зарубіжними закладами вищої освіти, підготовлені й видрукувані спільні міжнародні монографії «Rodzina współczesna: portret interdyscyplinarny», «Педагогика семьи в контексте образовательных приоритетов Украины и Беларуси» та ін. З 2011 по 2019 рр. у контексті міжнародного співробітництва здійснювала наукову підготовку магістрів у вищих педагогічних закладах Польщі (Куявсько-Поморське воєводство).

У 2018 році професор Тарасенко Г. С. перейшла працювати у Вінницьку академію безперервної освіти, де приділяє чільну увагу післядипломній освіті вчителів у контексті розбудови Нової української школи на засадах екологічної естетики. Нині відбувається розробка й апробація авторського міждисциплінарного курсу «Еколого-освітня естетика», створеного на основі проблемної інтеграції знань (філософії, психології, педагогіки, екології, мистецтва).
Наукові праці Г. С. Тарасенко є широко відомими в Україні, про що свідчать вагомі показники їх цитування. Вона є автором новітніх технологій естетико-екологічної освітньої роботи з дошкільниками та молодшими школярами. Стала переможцем Всеукраїнського конкурсу освітніх технологій у початковій школі (2012). У контексті даної проблематики опублікувала близько 400 робіт у вітчизняних та зарубіжних виданнях (10 монографій, близько 20 посібників, більше 300 статей). Найбільш відомі видання: «Дивосвіт: уроки естетико-екологічної культури» (1995); "Екологічна естетика в системі професійної підготовки вчителя " (1997); «Паросток: методика гуманістичного виховання школярів засобами природи» (2003); «Взаємозв'язок естетичної та екологічної підготовки вчителя в системі професійної освіти» (2006); «Навчаємо пізнавати природу: позакласна виховна робота з молодшими школярами» (2008); «Відкрийте дітям дивосвіт природи: порадник для батьків з виховання душі і серця дитини» (2008);  «Організація дитячої ігрової діяльності в контексті наступності дошкільної та початкової освіти» (2010) та ін. Г. С. Тарасенко – співавтор програми виховання і навчання дітей від двох до семи років «Дитина» (2012, 2016) та ін.
Г. С. Тарасенко створила і донині керує науковою школою з гуманітаризації початкової освіти. Підготувала 15 кандидатів педагогічних наук. Бере активну участь в атестації наукових кадрів. Працювала в спеціалізованій вченій раді КНУ імені Т. Г. Шевченка (2004-2006), у ВДПУ ім. М. Коцюбинського створила і очолювала (2010-2012) спеціалізовану вчену раду з теорії і методики виховання. Протягом 10 років була заступником голови докторської спеціалізованої вченої ради (ВДПУ ім. М.Коцюбинського).
Тривалий час (2006-2013) працювала  в експертній комісії з освіти  (ДАК України); в комісії з питань інноваційної діяльності і дослідно-експериментальної роботи загальноосвітніх учбових закладів (МОН України). Нині є членом редколегій низки наукових і науково-методичних видань в галузі педагогічних наук (Український педагогічний журнал; Проблеми сучасного підручника; Науковий вісник Вінницької академії безперервної освіти. Серія «Педагогіка. Психологія», Дошкільне виховання; Учитель початкової школи). Є членом редколегій зарубіжних часописів (ROCZNIK NAUKOWY AKP W BYDGOSZCZY. TRANSDYSCYPLINARNE STUDIA O KULTURZE (I) EDUKACJI (Польща), Psihopedagogia Copilului: Child Psychopedagogy Journal (Румунія)). Включена до списку рецензентів часопису Університету Миколая Коперника в Торуні (Польща) «Щоденне виховання» («Wychowanie na co Dzień»).

## Відзнаки і нагороди
Серед відзнак і нагород: Заслужений працівник освіти України (2015), Знак «Відмінник освіти України» (2002 р.); Почесний працівник Вінницького державного педагогічного університету імені Михайла Коцюбинського (2007 р.);  Почесна грамота Міністерства освіти і науки України (2009 р.); Почесні грамоти Національної академії педагогічних наук України (2010, 2012); медаль «Академік М. Д. Ярмаченко» (2016), орден «Науковець року 2019» (Міжнародна програма «Наукова еліта України»), Почесна грамота Української федерації вчених (2019) та ін.

## Наукові праці

### Монографії
- Тарасенко Г. С. Екологічна естетика в системі професійної підготовки вчителя: методологічний аспект. Вінниця: Віноблдрукарня, 1997. 112 с.
- Тарасенко Г. С. Взаємозв'язок естетичної та екологічної підготовки вчителя в системі професійної освіти: монографія. Черкаси: Вертикаль, 2006. 308 с.
- Педагогика семьи в контексте образовательных приоритетов Украины и Беларуси: коллективная монография / под ред. Г. С. Тарасенко. Винница-Мозырь: ООО «Нилан-ЛТД», 2013. 264 с.
- Rodzina  współczesna: portret interdyscyplinarny / pod redakcją naukową Grażyny Szabelskiej, Galiny Tarasenko. Bydgoszcz: Wydawnictwo Kujawsko-Pomorskiej Szkoły Wyższej w Bydgoszczy, 2014. 617 s.
- Тарасенко Г. С. Проектування естетико-виховного середовища в школі першого ступеня на засадах ідей інвайроменталізму. Актуальні проблеми початкової освіти: психолого-педагогічні та методичні аспекти : монографія / за заг. ред. А. А. Сбруєвої, С. М. Кондратюк. Суми: Мрія, 2014. С.216-234.
- Тарасенко Г. С. Естетична самопрезентація обдарованих дітей у процесі мовленнєвої  творчості. Мистецтво виховання людини : [монографія] / за заг. ред. акад. Шевченко Г. П. К.: Наукова думка, 2017. С. 201-212.
- Тарасенко Галина, Кривошея Тетяна, Нестерович Богдан. Формування у молодших школярів образу природи на засадах інтеграції. The XXI century education : realities, challenges, development trends: collective monograph / ed.: prof. Hanna Tsvietkova. Hameln : InterGING, 2020. С.233-248.
- Тарасенко Г., Нестерович Б. Роль мистецтва у формуванні екологічного світогляду вчителя в системі неперервної освіти. Scientific trends : modern challenges. Volume 2 : collective monograph / сompiled by V. Shpak; Chairman of the Editorial Board S. Tabachnikov. Sherman Oaks, California : GS Publishing Services, 2021. С.81-90.
- Tarasenko G. Rola i miejsce wartości ekologicznych w procesie wychowania rodzinnego dzieci. Rodzina w społeczeństwie i kulturze / pod redakcją Grażyny Szabelskiej. Monografia zbiorowa. Wydawnictwo Naukowe FNCE, Poznań 2022. S.74-89.
- Тарасенко Г. С. Нестерович Б. І. Екологізація сприймання вчителями природи в процесі фахової підготовки та перепідготовки. Prospective directions of scientific and practical activity : collective monograph / сompiled by V. Shpak; Chairman of the Editorial Board S. Tabachnikov. Sherman Oaks, California : GS Publishing Services, 2023. P.163-171.

### Посібники, наукові збірки (ред.)
- Тарасенко Г. С. Дивосвіт: уроки естетико-екологічної культури на матеріалах українознавства: посібник. К. : МПП Центр «Київ», 1995. 204 с.
- Тарасенко Г. С. Дивосвіт: технологія естетико-екологічного виховання: посібник. 2-ге видання, із змінами. К. : Рута, 2000. 208 с.
- Тарасенко Г. С. Паросток: методика гуманістичного виховання молодших школярів засобами природи. 1-4 класи: посібник для вчителя. Тернопіль: Навчальна книга - Богдан, 2003. 144 с.
- Тарасенко Г. С. Відкрийте дітям дивосвіт природи: порадник для батьків з виховання душі і серця дитини. Вінниця, 2008. 239 с.
- Тарасенко Г. С. Навчаємо пізнавати природу: позакласна виховна робота з молодшими школярами: метод. посібник. Х. : Основа, 2008. 205 с. (Серія «Виховання в школі»).
- Українська народна педагогіка: курс лекцій / Кіт Г. Г., Тарасенко Г. С. Вінниця: ПП «Едельвейс і К», 2008. 302 с.
- Її величність гра: теорія і методика організації дитячої ігрової діяльності в контексті наступності дошкільної та початкової освіти: зб. ст. / за ред. Г. С. Тарасенко. Вінниця: ВДПУ ім. М. Коцюбинського, 2009. 322 с.
- Організація ігрової діяльності в контексті наступності дошкільної та початкової освіти: навчально-методичний посібник / за ред. Г. С. Тарасенко. К. Видавничий дім «Слово», 2010. 320 с.
- Білик Л. І., Тарасенко Г. С., Чемерис І. А. Екологічне виховання: теорія і практика: навч.посібник: в 2-х кн. Черкаси: Вертикаль, 2011. Кн.1. 308 с.
- Білик Л. І., Тарасенко Г. С., Чемерис І. А. Екологічне виховання: теорія і практика: навч.посібник: в 2-х кн. Черкаси: Вертикаль, 2011. Кн.2. 408 с.
- Тарасенко Г. С., Голюк О. А., Кривошея Т. М. Практикум з теорії та методики виховання : навч.-метод. посіб. Вінниця : Нілан, 2014. 391 с.
- Тарасенко Г. С., Іваниця Г. А. Ключові підходи НУШ: теорія і практика впровадження: навчально-методичний посібник. Вінниця: Рекламно-виробнича компанія «JAM», 2021. 118 с.

### Статті
- Тарасенко Г. С. Як навчити дітей милуватись природою. Початкова школа. 1992. № 11-12. С. 39-42.
- Тарасенко Г. С. Художня екологія - школярам. Мистецтво та освіта. 1997. № 4. С. 28-41.
- Тарасенко Г., Прушківська О. Любов помножити на творчість. Початкова школа. 1999. № 9. С. 18-21.
- Тарасенко Г. С. «Красиве і корисне»: етноекологія як засіб гуманістичного виховання дитини. Дошкільне виховання. 1999. № 7. С. 12-13.
- Тарасенко Г. С. Вчимо шанувати життя в природі. Початкова школа. № 6. 2001. С. 27-31.
- Тарасенко Г. С. Естетико-екологічна культура вчителя в контексті соціокультурних пріоритетів професійної освіти. Сучасні інформаційні технології та інноваційні методики навчання в підготовці фахівців: методологія, теорія, досвід, проблеми. К., Вінниця , 2002. Вип. 2. С. 91-97.
- Tarasenko Galina. Kształtowanie estetycznego stosunku do przyrody u dzieci w młodszym wieku szkolnym w środowisku rodzinnym. (Виховання естетичного ставлення до природи у дітей молодшого шкільного віку в сім'ї). Rocznik Naukowy Kujawsko-Pomorskiej Szkoły Wyższej w Bydgoszczy. Transdyscyplinarne Studia o Kulturze (i) Edukacji. 2011. N 6. S. 99-114.
- Тарасенко Г. С. Екологічна естетика в реалізації наступності дошкільної та початкової освіти. Дошкільне виховання. 2012. № 4. С.2-7.
- Тарасенко Г. С. Формування в учнів естетичного ставлення до природи в контексті середовищного підходу до освітнього процесу в школі І ступеня. Наукові записки Вінницького державного педагогічного університету імені Михайла Коцюбинського. Серія : Педагогіка і психологія. 2014. № 41. С. 144-150.
- Тарасенко Галина. Роль искусства в формировании экологической культуры личности. Rocznik Naukowy Kujawsko-Pomorskiej Szkoły Wyższej w Bydgoszczy. Transdyscyplinarne Studia o Kulturze (i) Edukacji. 2014. № 9. S. 85-104.
- Halina Tarasenko, Tetiana Krywoszeja. Pedagogika dobroci Janusza Korczaka oraz jej wykorzystanie w szkołach na Ukrainie (Педагогіка доброти Януша Koрчака та її використання в школах на Україні). Janusz Korczak przyjaciel dzieci: W nurcie rozważań pedagogiscznych / pod redakcją M.Czepil, R.Bednarz-Grzybek, M.Hajkowskiej. Lublin : Wydawnictwo Uniwersytetu Marii Curie-Skłodowskiej, 2015. S.245-252.
- Тарасенко Г. С. Підготовка майбутніх педагогів до реалізації аксіологічного підходу у вихованні дошкільників засобами природи. Педагогічні науки: теорія, історія, інноваційні технології. 2015. № 5. С. 380-389.
- Тарасенко Г. С. Розвиток художньо-творчого потенціалу вихователя: шлях до екології дитинства. Імідж сучасного педагога. 2015. № 6 (155). С. 9-11.
- Тарасенко Галина. Методологические основы коррекции ценностного отношения учителя к природе на основе Диалога культур : Metodologiczne podstawy korekty aksjologicznego stosunku nauczyciela do natury na podstawie Dialogu kultur. Czasopismo Pedagogiczne. The Journal of Pedagogy. 2015-2016. № 1-2. S. 437-452.
- Halina Tarasenko, Katarzyna Wasilewska-Ostrowska. Ekologia dzieciństwa (Екологія дитинства). Problemy Opiekuńczo Wychowawcze. Warszawa : Państwowe Zakłady Wydawnictw Szkolnych. R.56. № 9 (październik 2016). № 553. S. 3-8.
- Тарасенко Г. С. Щоб серце відгукнулось на красу: середовищний підхід до організації освітнього процесу. Дошкільне виховання. 2015. № 6. С. 10-15.
- Тарасенко Г. С. Екологізм мистецької освіти в контексті освітньої інтеграції: досвід концептуального пошуку. Мистецтво та освіта. 2018. № 3. С. 2-6.
- Tarasenko G. Cultural and educational functions of pedagogical education while solving environmental problems of society (search aspect of methodological approaches). (Культурні та навчальні функції педагогічної освіти у розв'язанні екологічних проблем суспільства (аспект пошуку методологічних підходів). Український педагогічний журнал. 2018. № 4. С. 30-37.
- Galyna Tarasenko, Bohdan Nesterowycz. Tutoring jako metoda twórczego rozwoju dziecka utalentowanego (Тьюторство як метод творчого розвитку обдарованої дитини). 21 st Century Pedagogy, Volume 2: Issue 1 (Dec 2018). Pages: 22-27.
- Тарасенко Г. С. Проблема гуманітаризації освітнього простору в контексті наукових ідей Семена Гончаренка (до 90-річчя з дня народження видатного українського педагога). Український педагогічний журнал. 2018. № 1. С. 6-14.
- Тарасенко Г. С. Праксеологічний підхід до формування еколого-професійної культури вчителів у системі післядипломної педагогічної освіти. Інноваційна педагогіка. 2021. Вип. 37. С. 272-276.
- Tarasenko Halyna, Halych Tetiana. NEW APPROACHES TO THE CHILDREN AND YOUTH UPBRINGING IN THE CONTEХT OF THE CULTUROLOGICAL  PARADIGM OF MODERN EDUCATIONAL PROCESS. Науковий вісник Вінницької академії безперервної освіти. Серія «Педагогіка. Психологія». Вінниця : Видавничий дім «Гельветика», 2022. Вип. 2. С.30-35.

## Публікації про життя та діяльність проф. Г.С.Тарасенко
1. Байбара Т. Шлях до екології дитячої душі. Початкова школа. 2000. № 12. С. 41.
2. Бортняк А. Щоб зірвати одну квітку, треба виростити десять. Вінниччина. 2001. 27 березня (№ 36). С. 4.
3. Зянько І. Дивосвіт педагогіки Галини Тарасенко. Вінницькі відомості. 2001. 22 лютого. С. 17.
4. Куц І. Професор ВДПУ пропонує технологію гуманістичного виховання. RIA. 2001. № 16. С. 15.
5. Бібік Н. Паросток добра і милосердя. Педагогічна газета. 2004. № 6 (119). С. 8.
6. Пелимська С. Працюємо на розбудову початкової освіти. Педагог (ВДПУ ім. М. Коцюбинського). 2008. № 7 (365). С. 1.
7. Учитель веде до духовності. Медицина Вінниччини. 2008. Грудень (№ 170). С. 3.
8. Бакало С. П. З досвіду екологічного виховання. Освіта Вінниччини. 2009. 5 травня. № 15 (167). С. 5.
9. Дивосвіт наукового життя професора Тарасенко Г. С. : ювілейне есе / упорядн. Н. О. Пахальчук, відп. за випуск Г. Г. Кіт. Вінниця, 2010. 88 с.
10. Кривошея Т. М. Коронована наукою і пошанована людьми: сім штрихів до портрета професора Галини Тарасенко. Педагог (Вінницький державний педагогічний університет ім. М. Коцюбинського). 2010. Червень.
11. У серці – Всесвіт: до ювілею проф. Г. С. Тарасенко. Освіта: всеукр. громадсько-політичний тижневик. 2010. № 28. С. 3.
12. Тарасенко Галина Сергіївна. Науковці України – еліта держави. К. : Видавництво Логос Україна, 2014. Т. III. С. 265.
13. Її ім'я – знак якості в науці. Початкова школа. 2015. № 6. С. 17.
14. Залюблена у життя та красу. Дошкільне виховання. 2015. № 6. С. 15.
15. Кривошея Т. М. Коронована наукою і людьми: сім штрихів до портрета професора Галини Тарасенко. Освіта : всеукр. громадсько-політичний тижневик. 2015. № 24-25 (3-10 червня). С. 8-9.
16. На килимі життя розквітла ювілейна дата. Педагог : газета колективу Вінницького державного педагогічного університету імені Михайла Коцюбинського. 2015. № 5(426), червень. С. 5.
17. Наукова школа професора Галини Тарасенко / Вінниц. держ. пед. ун-т ім. Михайла Коцюбинського ; [упоряд.: Т. М. Кривошея, Н. О. Пахальчук, Л. А. Присяжнюк]. Вінниця: Нілан, 2015. 127 с.
18. Наукова школа «Шляхи гуманітаризації початкової освіти» доктора педагогічних наук, професора Галини Тарасенко. Літопис сучасної науки й освіти України: наукові школи, авторські системи і концепції / ред.колегія В. Г. Кремень, В. І. Луговий, О. М. Топузов. К.: Альфа-Віта, 2018. С.56-57.
19. Тарасенко Галина Сергіївна. Наукова еліта України / упоряд.: Г. І. Захарченко, Р. В. Захарченко. Київ: Галактика, 2019. С.86.
20. Тарасенко Галина Сергіївна. Науковці України: 30 років досягнень, успіхів і визнання / за заг. ред. Ю. А. Шеремети, В. М. Зубань, Н. М. Омельченко. К.: Вид-во «Альфа-Віта Груп», 2021. С.156-157.